# El Rodeo
El Rodeo, San José El Rodeo – niewielka miejscowość na południowym zachodzie Gwatemali, w departamencie San Marcos. Według danych szacunkowych z 2012 roku liczba mieszkańców wynosiła 2092 osób. 
El Rodeo leży około 36 km na zachód od stolicy departamentu – miasta San Marcos, oraz około 20 kilometrów na wschód od rzeki Suchiate, będąca rzeką graniczną pomiędzy Gwatemalą a meksykańskim stanem Chiapas. 
Leży na wysokości 700 metrów nad poziomem morza, u podnóża gór Sierra Madre de Chiapas, na nizinie Oceanu Spokojnego. 

## Gmina El Rodeo
Miasto jest także siedzibą władz gminy o tej samej nazwie, która jest jedną z dwudziestu dziewięciu gmin w departamencie. W 2012 roku gmina liczyła 17 008 mieszkańców. Gmina jak na warunki Gwatemali jest średniej wielkości, a jej powierzchnia obejmuje 81 km². Mieszkańcy gminy utrzymują się głównie z rolnictwa, hodowli zwierząt, rzemiosła artystycznego oraz handlu i usług.